# Atletismo nos Jogos Pan-Americanos de 1987 - 3000 m com obstáculos masculino
A prova dos 3000 m com obstáculos masculino nos Jogos Pan-Americanos de 1987 foi realizada em 12 de agosto em Indianápolis, Estados Unidos.

## Medalhistas
| Ouro                        | Prata                          | Bronze                           |
| Adauto Domingues BRA Brasil | Henry Marsh USA Estados Unidos | Brian Abshire USA Estados Unidos |

### Final
| Posição           | Nome              | Nacionalidade      | Tempo    | Notas  |
| ----------------- | ----------------- | ------------------ | -------- | ------ |
| Medalha de ouro   | Adauto Domingues  | BRA Brasil         | 8:23.26  | PR, NR |
| Medalha de prata  | Henry Marsh       | USA Estados Unidos | 8:23.77  |        |
| Medalha de bronze | Brian Abshire     | USA Estados Unidos | 8:27.30  |        |
| 4                 | Emilio Ulloa      | CHI Chile          | 8:37.80  |        |
| 5                 | Ricardo Vera      | URU Uruguai        | 8:39.34  |        |
| 6                 | Marcelo Cascabelo | ARG Argentina      | 8:41.76  |        |
| 7                 | Ramón Conde       | CUB Cuba           | 8:43.78  |        |
| 8                 | Víctor Sánchez    | PAR Paraguai       | 10:13.72 |        |